# Aulidiotis
Aulidiotis là một chi bướm đêm thuộc họ Gelechiidae.